# Puits Henri IV de Guîtres
Le puits Henri IV est un ancien puits à eau situé sur la commune de Guîtres, dans le département français de la Gironde, en France.

## Localisation
Le puits se trouve au cœur du village sur une petite place entre les rues Sainte-Catherine et Notre-Dame, à proximité de l'abbatiale Notre-Dame.

## Historique
Le puits, anciennement situé dans le domaine de Belle-Isle dans la commune, a été vendu à la commune en 1983 puis a été remonté, installé sur la petite place et restauré en 1986 et 1987; selon une légende orale, la maison où était placé ce puits aurait accueilli Henri IV pour une nuit, peu de temps avant la bataille de Coutras (20 octobre 1587) ; il est inscrit au titre des monuments historiques par arrêté du 6 août 1956.

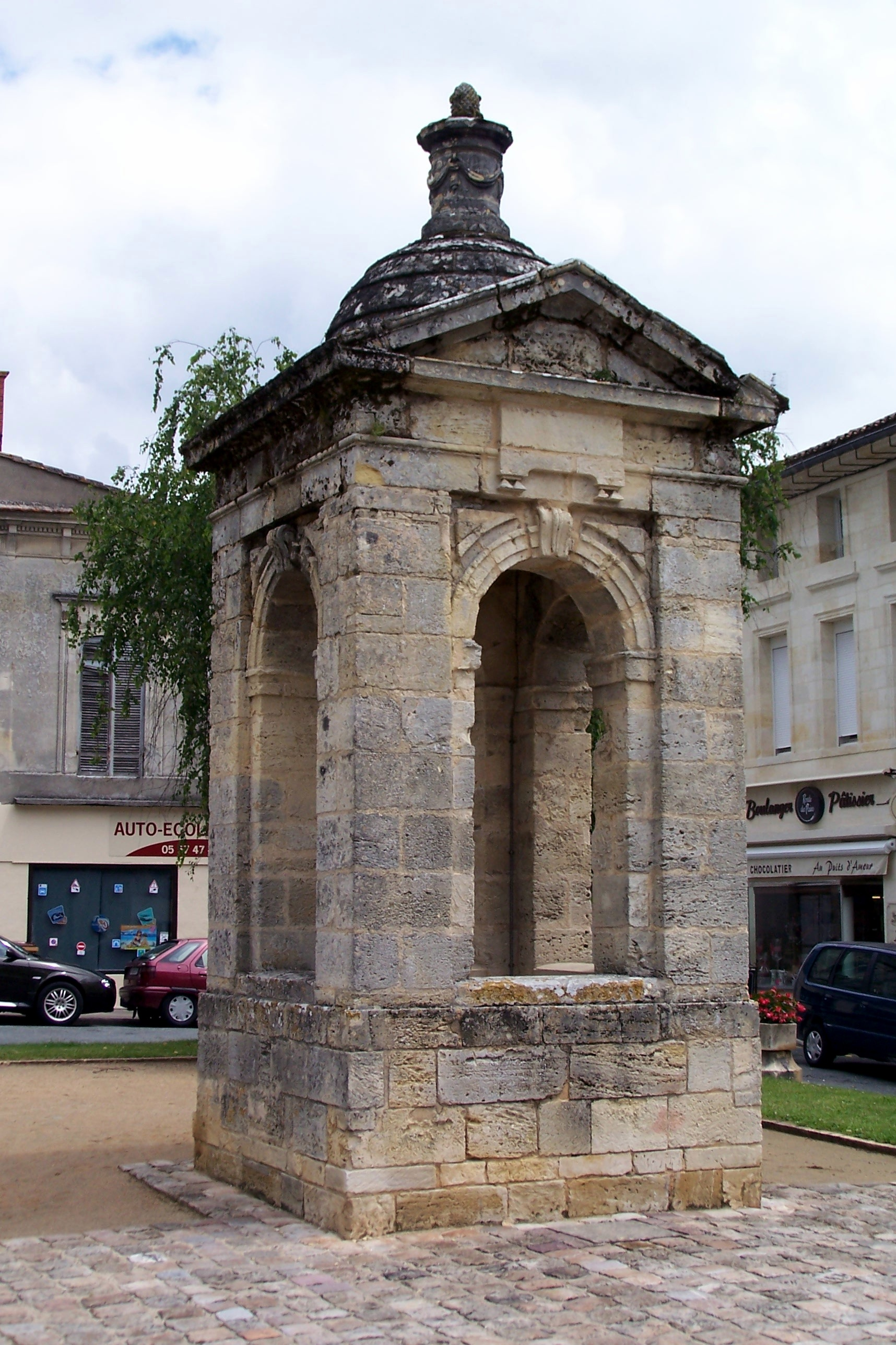
Le puits, face ouest (juin 2012)
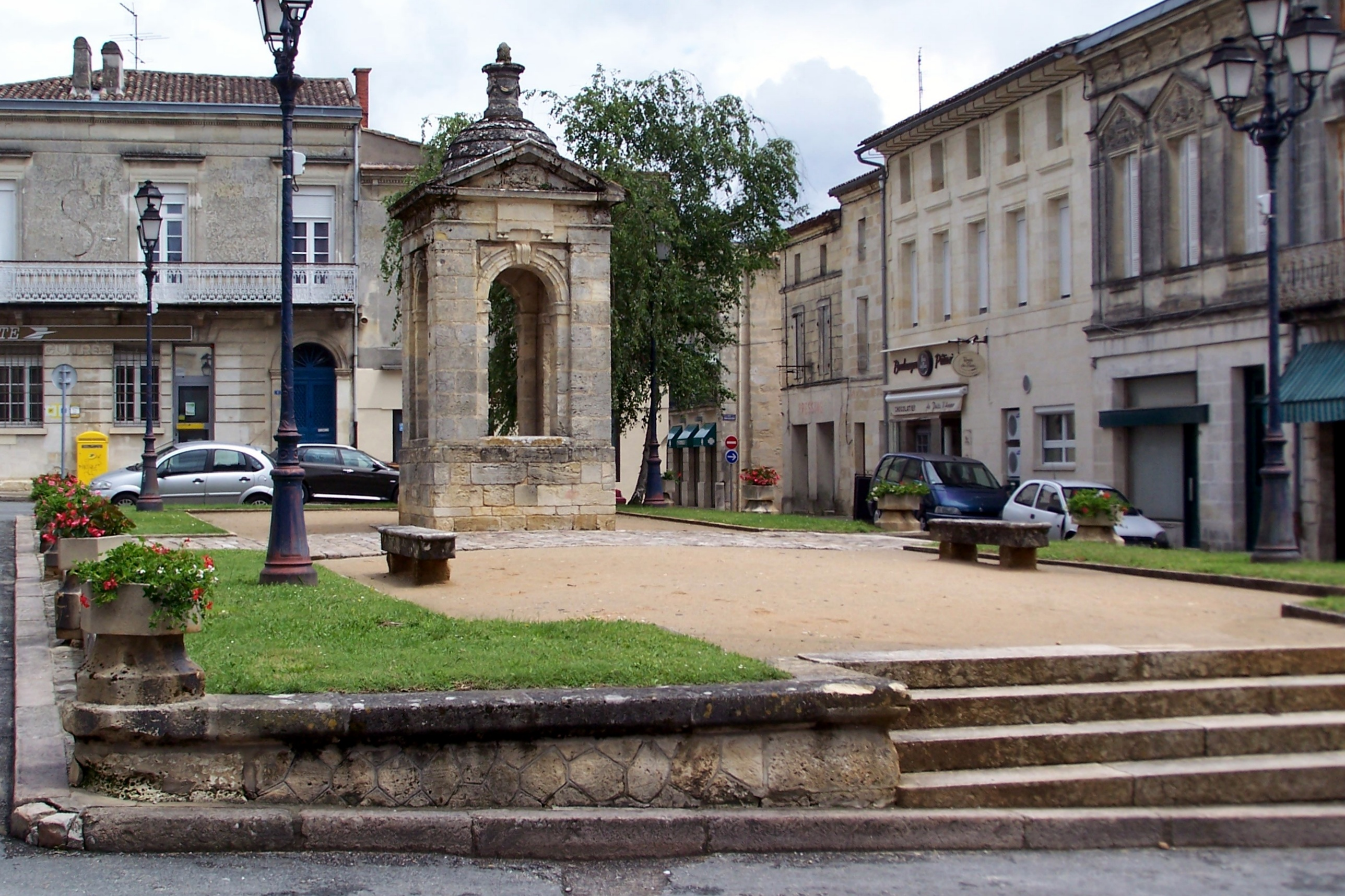
Le puits sur la petite place (juin 2012)